# Sepp Hohenleitner
Sepp Hohenleitner (ur. 5 listopada 1931 r. w Partenkirchen) – niemiecki skoczek narciarski.

## Kariera
Sepp Hohenleitner rozpoczął swoją karierę sportową od występu na pierwszym Tygodniu Lotów Narciarskich zorganizowanym w 1950 roku w Oberstdorfie.
Wziął udział w 1. Turnieju Czterech Skoczni rozegranym w 1953 roku, zajmując na nim wysokie, siódme miejsce. Mimo prób, nie był w stanie w późniejszym czasie nawiązać do tego sukcesu w kolejnych edycjach imprezy. W 1953 roku zdobył złoty medal na mistrzostwach Niemiec w skokach narciarskich. Sportową karierę zakończył w 1958 roku.

## Osiągnięcia

### Turniej Czterech Skoczni
| Edycja | Rok       | Oberstdorf | Garmisch-Partenkirchen | Innsbruck | Bischofshofen | Miejsce w kl. generalnej |
| ------ | --------- | ---------- | ---------------------- | --------- | ------------- | ------------------------ |
| 1.     | 1953      | 9          | 7                      | 5         | 14            | 7                        |
| 2.     | 1953/1954 | -          | 24                     | 19        | 15            | -                        |
| 3.     | 1954/1955 | 7          | 4                      | 6         | -             | -                        |
| 4.     | 1955/1956 | 38         | 31                     | -         | 16            | -                        |
| 5.     | 1956/1957 | 17         | 28                     | 30        | -             | -                        |
| 6.     | 1957/1958 | 40         | 19                     | 25        | 37            | 28                       |